# Конституційна економіка
Конституці́йна еконо́міка (англ. Constitutional economics)— науковий напрям, що вивчає принципи оптимального поєднання економічної доцільності з досягнутим рівнем конституційного розвитку, який відображений в нормах конституційного права, що регламентують економічну і політичну діяльність в державі.

## Сутність терміна
Це не лише економічний погляд на конституційне право чи конституційно-правовий погляд на економіку, але й спроба об’єднати економічне і правове дослідження суспільних процесів, яке дозволяє уникнути однобокості. У зв’язку з цим, першорядне значення тут має аналіз Конституції з точки зору  регулювання нею економічних відносин.

## Історія
Термін  "конституційна економіка"  був запропонований американським економістом Річардом МакКінзі в 1982 як назва конференції у Вашингтоні, присвяченій питанню впливу економічних проблем на розвиток і стан конституційної структури держави і суспільства.  Цей термін був сприйнятий західним науковим економічним співтовариством, оскільки він узагальнив попередні розрізнені дослідження та визначив подальші розробки. Спочатку запропонований економістами конституційно-економічний аналіз був потім підтриманий теоретиками і практиками в сфері юриспруденції.
Професор Єльського університету Брюс Акерман називає появу наукового та навчального напрямків про співвідношення і взаємозв'язок права і економіки "найзначнішим досягненням в області юридичної освіти за останні сторіччя". У 80-ті роки минулого сторіччя, поряд з широким розвитком академічних досліджень в США та Англії, в Індії виник рух з практичного втілення ідей конституційної економіки в життя. Він був ініційований Верховним судом цієї країни у вигляді заохочення до подачі та прийняття до судового розгляду справ в порядку "судочинства в суспільних інтересах".
Розширено трактуючи деякі статті Конституції Індії, судова влада протягом більше десяти років вела боротьбу за забезпечення економічних і соціальних прав найбідніших верств населення. Актуальні питання конституційної економіки постійно обговорюються на Заході в цілому ряді періодичних видань, першим з яких став академічний журнал "Constitutional Political Economy", що видається з 1990 року.
На Заході конституційна економіка розглядається переважно як субдисципліна в рамках економічної науки. У Росії, наприклад, конституційна економіка з 2000 року відразу стала розвиватися в рамках комплексних досліджень економістів та юристів із застосуванням отриманих результатів у навчальному процесі в юридичних та економічних вузах. Постійні рубрики "Конституційна економіка" присутні в таких журналах як "Право і економіка", "Законодавство і економіка", "Журнал зарубіжного законодавства та порівняльного правознавства".
У США концепція конституційної економіки виникла в 1960-ті роки у процвітаючому  «суспільстві масового споживання» і сприймалася деякими опонентами як консервативна утопія університетських професорів, не згодних з практикою кейнсіанського регулювання. Представники академічних кіл сформулювали набір фундаментальних правил, що регулюють ринкове господарство (ринкові «правила гри»), і вимагали їх конституційного закріплення. Реалізація цих правил допомогла би суспільству, як вважали захисники конституційної економіки, позбутися засилля бюрократів і численних «шукачів політичної ренти» у державному апараті, що надмірно розрісся. Навіть у рамках теорії суспільного вибору концепція конституційної економіки посідає доволі скромне місце й ніби не помічається представниками економіко-математичного напрямку.

## Характеристика конституційної економіки
З точки зору конституційного права конституційна економіка являє собою юридичну характеристику існуючої економічної системи як такої, що закріплена в конституційному праві й підпорядкована конституційно-правовим приписам. У даному аспекті конституційна економіка – це поняття, що корелює з поняттям конституційного ладу країни і як таке не може бути зведене до формального закріплення економічної системи в основному законі, – воно передбачає якісну характеристику економічної системи, її спроможність бути матеріальним підґрунтям для досягнення закріплених в конституції політико-правових ідеалів.
Конституційна економіка передбачає, передусім, наявність у конституції та конституційному законодавстві системи правових норм, які комплексно й достатньо повно закріплюють засади економічної системи – економічної конституції.
Реалізація концепції економічної конституції видається дуже актуальною в теперішній час, оскільки характерна для неї зв’язаність держави правом у сфері економіки є прямим продовженням теорії правової держави. У даному контексті заслуговують на увагу слова американського дослідника В. Ліппмана, який ще в середині 50-х років ХХ ст. стверджував: «Упевненість у тому, що демократичний процес сам по собі створює середовище, сприятливе для економічного прогресу, є найглибшою інтелектуальною помилкою сьогодення.
І теорія, і практичний досвід переконують нас, що це не так. Якщо держава хоче сприяти економічному процвітанню, то правила політичної гри мають бути встановлені так, щоб приводити корисливі інтереси виборців, політиків і бюрократів у відповідність до потреб розвитку економіки. Для цього сфера діяльності держави має бути обмежена, а її ставлення до різних груп населення має стати неупередженим».
Формування конституційної економіки має спиратися на економічну конституцію як систему конституційно-правових норм, які комплексно й достатньо повно закріплюють засади економічної системи. При цьому конституційні норми мають забезпечувати гармонічне поєднання демократії з міцною економікою.